# Didz Hammond

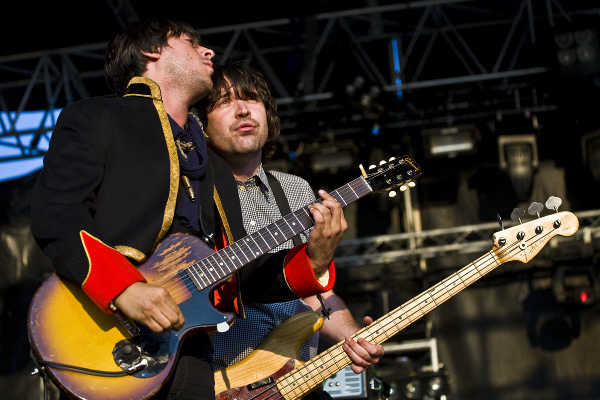
Carl Barât und Didz Hammond (rechts) mit Dirty Pretty Things (2007)

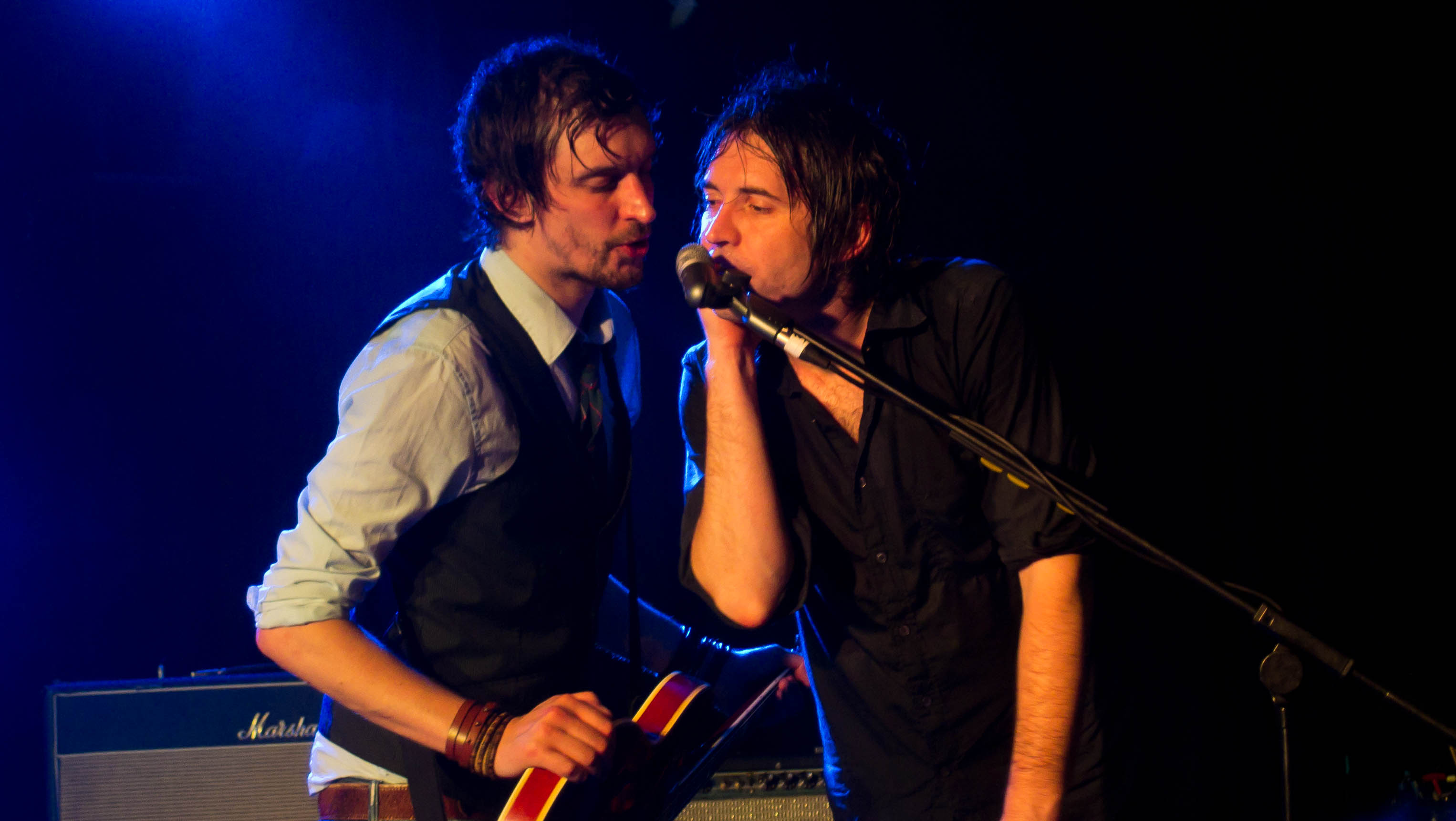
Jim Dare und Hammond (rechts) als Backingsänger für Brett Anderson (2011)

David Jonathan Hammond (* 19. Juli 1981 in Reading, England), besser bekannt als Didz Hammond, ist ein britischer Musiker. 
Er war zunächst Bassist und Backgroundsänger für die Alternative-Rock-Band The Cooper Temple Clause, an deren drei Alben er mitarbeitete. 2005 verließ er jedoch die Band und gründete zusammen mit Ex-Libertine Carl Barât die Rockband Dirty Pretty Things, bei der er ebenfalls Bass spielte und sang. Als Gründe für den Wechsel gab er unter anderem an, zwischenzeitlich Vater geworden und zu seiner damaligen Partnerin nach London gezogen zu sein, was zu langen Anfahrten bei Tonaufnahmen führte. Zudem hatte er sich in London mit Carl Barât angefreundet, der gerade eine neue Band aufstellte, in der Hammond neuartige musikalische Herausforderungen sah. Er blieb Mitglied von Dirty Pretty Things, bis diese sich 2008 kurz nach Veröffentlichung ihres zweiten Albums auflösten. 
Später begleitete Hammond Brett Anderson als Bassist auf Tour und war als Manager für dessen Band Suede tätig.